# 香蕉菜属
香蕉菜属（学名：Boergesenia）为管枝藻科的一个属。

## 下属物种
本属包括以下物种：
- 香蕉菜 Boergesenia forbesii (Harvey) Feldmann

该物种的基名为Valonia forbesii Harvey, 1860。同种异名为Pseudovalonia forbesii (Harvey) Iyengar, 1938